# Camp Monteith
Camp Monteith war eine Militärbasis am östlichen Stadtrand von Gjilan im Kosovo, etwa 32 Kilometer östlich von Camp Bondsteel. Das Gebiet, ein ehemaliger serbischer Artillerie-Außenposten und 79 private Grundstücke, wurde von US-Marines übernommen und während des Kosovokrieges 1999 als Operationsbasis genutzt. Das Lager wurde nach Jimmie W. Monteith benannt, der für Heldentum in Frankreich während des Zweiten Weltkriegs die Ehrenmedaille erhielt.

## Geschichte
Zunächst besetzte das United States Marine Corps das Land während der Operation Joint Guardian, errichtete in Zelten und Fahrzeugen ein Lager um das Hauptgebäude und patrouillierte in Gjilan und den umliegenden Dörfern. Im Juli 1999 begannen die Seabees der US Navy zusammen mit Kellogg Brown & Root (KBR) mit dem Bau von dauerhafteren Strukturen mit Klempnerarbeiten und Elektrizität, einschließlich einer großen Anzahl von halbpermanenten Kasernen, die als Südostasienhütten (SEAhuts) bekannt sind. Auf seinem Höhepunkt beherbergte das Lager 2000 Soldaten und zivile Auftragnehmer. Das Lager wurde bis Anfang 2006 von Friedenstruppen genutzt, als die verbleibenden Soldaten nach Camp Bondsteel umzogen. Das Lager wurde im März 2007 für US-Personal geschlossen und im Juli 2007 an die Sicherheitskräfte des Kosovo übergeben.

## Gebäude
Das Basislager bestand ursprünglich aus einem Hauptgebäude, das als Kommandoposten und behelfsmäßiges Verhörzentrum diente, sowie einigen kleinen Nebengebäuden, die von sich zurückziehenden serbischen Streitkräften geplündert worden waren. Die anderen Gebäude wurden zuvor durch Bombenangriffe während der Operation Allied Force zerstört.